# Valentim de Sá
Valentim de Sá (Lisboa, Séc. XVI - Séc. XVII), matemático e cosmógrafo português. Na ausência de João Baptista Lavanha foi interinamente Cosmógrafo-Mor.

## Biografia
Diz Diogo Barbosa Machado:
"Valentim de Sá, natural de Lisboa , Cosmógrafo mor do Reino , em cuja Faculdade foy peritissimo , como em todas as disciplinas Mathematicas. Delle fazem honorífica memoria Joan. Soar. de Brito Theatr. Lufit. Litter Ait. V. n. 2. João Franco Barreto Bib. Portug. M. S. e o addicionador da Bib. Naut. de Antonio de Leão Tom. 2. col, 1175".

## Obra
Barbosa Machado menciona dois trabalhos, que adverte poderem ser o mesmo:
- Regimento da Navegação, em que-se contem hum breve summario dos principaes circulos da esfera material y regras parase conhecer a altura do Polo , Sol, e Estrellas; como se devem fazer as derrotas de hum lugar a outro, como se conhecerá a variação da agulha, e se dará o resguardo. Lisboa por Pedro Crasbeeck 1624.

- Advertencias sobre o instrumento de navegar do Sol, que inventou João Pereira Corte-Real, General da Armada, e do ConseIho del Rey, o qual por oito vezes passou a carreira da India Oriental, e Indias Occidentaes, donde extrahio muitas noticias para aquelles que navegarem pelo mar Occeano, e Indico.

Segundo Barbosa Machado estas "Advertências" saíram em Lisboa em 1640, alegando para isso João Franco Barreto, e acrescentando "Não sey se esta obra he differente da que está assima descrita".